# 24 Heures de Spa 2021
Navigation
Édition précédente Édition suivante
Les 24 Heures de Spa 2021 (2021 TotalEnergies 24 Hours of Spa), disputées les 29 juillet 2021 et 1er août 2021 sur le Circuit de Spa-Francorchamps, sont la soixante-treizième édition de cette épreuve. La course faisait partie du GT World Challenge Europe Endurance Cup 2021 et du Intercontinental GT Challenge 2021.

## Course

### Classement de la course
Les voitures ne parcourant pas 70 % de la distance du gagnant sont non classées (NC).
| Pos  | Classe | no  | Écurie                     | Pilotes                                                                          | Châssis                          | Tours | Temps                 |
| ---- | ------ | --- | -------------------------- | -------------------------------------------------------------------------------- | -------------------------------- | ----- | --------------------- |
| Pos  | Classe | no  | Écurie                     | Pilotes                                                                          | Moteur                           | Tours | Temps                 |
| 1    | Pro    | 51  | Iron Lynx                  | Côme Ledogar Nicklas Nielsen Alessandro Pier Guidi                               | Ferrari 488 GT3                  | 556   | 24 h 01 min 16 s 554‡ |
| 1    | Pro    | 51  | Iron Lynx                  | Côme Ledogar Nicklas Nielsen Alessandro Pier Guidi                               | Ferrari F154CB 3,9 L V8 Turbo    | 556   | 24 h 01 min 16 s 554‡ |
| 2    | Pro    | 32  | Team WRT                   | Dries Vanthoor Kelvin van der Linde Charles Weerts (en)                          | Audi R8 LMS GT3                  | 556   | + 3 s 978             |
| 2    | Pro    | 32  | Team WRT                   | Dries Vanthoor Kelvin van der Linde Charles Weerts (en)                          | Audi 5,2 L V10 Atmo              | 556   | + 3 s 978             |
| 3    | Pro    | 95  | Garage 59                  | Ross Gunn Marco Sørensen Nicki Thiim                                             | Aston Martin Vantage AMR GT3     | 556   | + 1 min 24 s 957      |
| 3    | Pro    | 95  | Garage 59                  | Ross Gunn Marco Sørensen Nicki Thiim                                             | Aston Martin 4,0 L V8 Turbo      | 556   | + 1 min 24 s 957      |
| 4    | Pro    | 37  | Team WRT                   | Robin Frijns Dennis Lind (en) Nico Müller                                        | Audi R8 LMS GT3                  | 554   | + 2 Tours             |
| 4    | Pro    | 37  | Team WRT                   | Robin Frijns Dennis Lind (en) Nico Müller                                        | Audi 5,2 L V10 Atmo              | 554   | + 2 Tours             |
| 5    | Pro    | 47  | KCMG                       | Maxime Martin Nick Tandy Laurens Vanthoor                                        | Porsche 911 GT3 R                | 554   | + 2 Tours             |
| 5    | Pro    | 47  | KCMG                       | Maxime Martin Nick Tandy Laurens Vanthoor                                        | Porsche 4,0 L Flat-6 Atmo        | 554   | + 2 Tours             |
| 6    | Pro    | 25  | Saintéloc Racing           | Christopher Haase Patric Niederhauser Marcus Winkelhock (en)                     | Audi R8 LMS GT3                  | 554   | + 2 Tours             |
| 6    | Pro    | 25  | Saintéloc Racing           | Christopher Haase Patric Niederhauser Marcus Winkelhock (en)                     | Audi 5,2 L V10 Atmo              | 554   | + 2 Tours             |
| 7    | Pro    | 38  | Jota Sport                 | Ben Barnicoat Rob Bell Oliver Wilkinson                                          | McLaren 720S GT3                 | 554   | + 2 Tours             |
| 7    | Pro    | 38  | Jota Sport                 | Ben Barnicoat Rob Bell Oliver Wilkinson                                          | McLaren M840T 4,0 l V8 Bi-Turbo  | 554   | + 2 Tours             |
| 8    | Pro    | 63  | FFF Racing Team (en)       | Mirko Bortolotti Andrea Caldarelli Marco Mapelli (en)                            | Lamborghini Huracán GT3 Evo      | 554   | + 2 Tours             |
| 8    | Pro    | 63  | FFF Racing Team (en)       | Mirko Bortolotti Andrea Caldarelli Marco Mapelli (en)                            | Lamborghini 5,2 L V10 Atmo       | 554   | + 2 Tours             |
| 9    | Pro    | 66  | Attempto Racing            | Mattia Drudi (en) Dennis Marschall (en) Christopher Mies                         | Audi R8 LMS GT3                  | 554   | + 2 Tours             |
| 9    | Pro    | 66  | Attempto Racing            | Mattia Drudi (en) Dennis Marschall (en) Christopher Mies                         | Audi 5,2 L V10 Atmo              | 554   | + 2 Tours             |
| 10   | Pro    | 89  | AKKA ASP                   | Lucas Auer Timur Boguslavskiy Felipe Fraga                                       | Mercedes-AMG GT3                 | 552   | + 4 Tours             |
| 10   | Pro    | 89  | AKKA ASP                   | Lucas Auer Timur Boguslavskiy Felipe Fraga                                       | Mercedes-Benz M159 6,2 L V8 Atmo | 552   | + 4 Tours             |
| 11   | Silver | 90  | MadPanda Motorsport        | Rik Breukers Patrick Kujala (en) Ezequiel Pérez Companc (en) Ricardo Sanchez     | Mercedes-AMG GT3                 | 551   | + 5 Tours‡            |
| 11   | Silver | 90  | MadPanda Motorsport        | Rik Breukers Patrick Kujala (en) Ezequiel Pérez Companc (en) Ricardo Sanchez     | Mercedes-Benz M159 6,2 L V8 Atmo | 551   | + 5 Tours‡            |
| 12   | Pro    | 18  | KCMG                       | Josh Burdon (en) Alexandre Imperatori Edoardo Liberati (en)                      | Porsche 911 GT3 R                | 550   | + 6 Tours             |
| 12   | Pro    | 18  | KCMG                       | Josh Burdon (en) Alexandre Imperatori Edoardo Liberati (en)                      | Porsche 4,0 L Flat-6 Atmo        | 550   | + 6 Tours             |
| 13   | Silver | 7   | Toksport (en)              | Marvin Dienst (en) Axcil Jefferies Paul Petit Óscar Tunjo                        | Mercedes-AMG GT3                 | 550   | + 6 Tours             |
| 13   | Silver | 7   | Toksport (en)              | Marvin Dienst (en) Axcil Jefferies Paul Petit Óscar Tunjo                        | Mercedes-Benz M159 6,2 L V8 Atmo | 550   | + 6 Tours             |
| 14   | Silver | 159 | Garage 59                  | Valentin Haase Clot Nicolai Kjærgaard Alex MacDowall Tuomas Tujula               | Aston Martin Vantage AMR GT3     | + 550 | + 6 Tours             |
| 14   | Silver | 159 | Garage 59                  | Valentin Haase Clot Nicolai Kjærgaard Alex MacDowall Tuomas Tujula               | Aston Martin 4,0 L V8 Turbo      | + 550 | + 6 Tours             |
| 15   | Silver | 99  | Attempto Racing            | Alex Aka Max Hofer Fabien Lavergne                                               | Audi R8 LMS GT3                  | 550   | + 6 Tours             |
| 15   | Silver | 99  | Attempto Racing            | Alex Aka Max Hofer Fabien Lavergne                                               | Audi 5,2 L V10 Atmo              | 550   | + 6 Tours             |
| 16   | Pro-Am | 53  | AF Corse                   | Duncan Cameron Matthew Griffin Rino Mastronardi Miguel Molina                    | Ferrari 488 GT3                  | 550   | + 6 Tours‡            |
| 16   | Pro-Am | 53  | AF Corse                   | Duncan Cameron Matthew Griffin Rino Mastronardi Miguel Molina                    | Ferrari F154CB 3,9 L V8 Turbo    | 550   | + 6 Tours‡            |
| 17   | Pro-Am | 52  | AF Corse                   | Andrea Bertolini Louis Machiels (pl) Alessio Rovera John Wartique (en)           | Ferrari 488 GT3                  | 549   | + 7 Tours             |
| 17   | Pro-Am | 52  | AF Corse                   | Andrea Bertolini Louis Machiels (pl) Alessio Rovera John Wartique (en)           | Ferrari F154CB 3,9 L V8 Turbo    | 549   | + 7 Tours             |
| 18   | Pro-Am | 77  | Barwell Motorsport         | Henrique Chaves Leo Machitski Sandy Mitchell (en) Miguel Ramos                   | Lamborghini Huracán GT3 Evo      | 547   | + 9 Tours             |
| 18   | Pro-Am | 77  | Barwell Motorsport         | Henrique Chaves Leo Machitski Sandy Mitchell (en) Miguel Ramos                   | Lamborghini 5,2 L V10 Atmo       | 547   | + 9 Tours             |
| 19   | Pro-Am | 93  | Tempesta Racing            | Eddie Cheever III (en) Matteo Cressoni Chris Froggatt Jonathan Hui               | Ferrari 488 GT3                  | 547   | + 9 Tours             |
| 19   | Pro-Am | 93  | Tempesta Racing            | Eddie Cheever III (en) Matteo Cressoni Chris Froggatt Jonathan Hui               | Ferrari F154CB 3,9 L V8 Turbo    | 547   | + 9 Tours             |
| 20   | Pro-Am | 61  | EBM Giga Racing            | Will Bamber Adrian Henry D'Silva Reid Harker Carlos Rivas                        | Porsche 911 GT3 R                | 547   | + 9 Tours             |
| 20   | Pro-Am | 61  | EBM Giga Racing            | Will Bamber Adrian Henry D'Silva Reid Harker Carlos Rivas                        | Porsche 4,0 L Flat-6 Atmo        | 547   | + 9 Tours             |
| 21   | Silver | 40  | SPS Automotive Performance | Miklas Born Lance David Arnold (en) Jordan Love Yannick Mettler (de)             | Mercedes-AMG GT3                 | 547   | + 9 Tours             |
| 21   | Silver | 40  | SPS Automotive Performance | Miklas Born Lance David Arnold (en) Jordan Love Yannick Mettler (de)             | Mercedes-Benz M159 6,2 L V8 Atmo | 547   | + 9 Tours             |
| 22   | Silver | 30  | Team WRT                   | Franco Colapinto Benjamin Gøthe James Pull (en)                                  | Audi R8 LMS GT3                  | 546   | + 10 Tours            |
| 22   | Silver | 30  | Team WRT                   | Franco Colapinto Benjamin Gøthe James Pull (en)                                  | Audi 5,2 L V10 Atmo              | 546   | + 10 Tours            |
| 23   | Silver | 87  | AKKA ASP                   | Thomas Drouet Simon Gachet Konstantin Tereshchenko Petru Răzvan Umbrărescu       | Mercedes-AMG GT3                 | 545   | + 11 Tours            |
| 23   | Silver | 87  | AKKA ASP                   | Thomas Drouet Simon Gachet Konstantin Tereshchenko Petru Răzvan Umbrărescu       | Mercedes-Benz M159 6,2 L V8 Atmo | 545   | + 11 Tours            |
| 24   | Silver | 31  | Team WRT                   | Frank Bird Valdemar Eriksen Ryuichiro Tomita                                     | Audi R8 LMS GT3                  | 545   | + 11 Tours            |
| 24   | Silver | 31  | Team WRT                   | Frank Bird Valdemar Eriksen Ryuichiro Tomita                                     | Audi 5,2 L V10 Atmo              | 545   | + 11 Tours            |
| 25   | Pro-Am | 20  | SPS Automotive Performance | Dominik Baumann Colin Braun George Kurtz Valentin Pierburg                       | Mercedes-AMG GT3                 | 544   | + 12 Tours            |
| 25   | Pro-Am | 20  | SPS Automotive Performance | Dominik Baumann Colin Braun George Kurtz Valentin Pierburg                       | Mercedes-Benz M159 6,2 L V8 Atmo | 544   | + 12 Tours            |
| 26   | Pro-Am | 911 | Herberth Motorsport        | Antares Au Daniel Allemann Alfred Renauer (de) Robert Renauer (de)               | Porsche 911 GT3 R                | 542   | + 14 Tours            |
| 26   | Pro-Am | 911 | Herberth Motorsport        | Antares Au Daniel Allemann Alfred Renauer (de) Robert Renauer (de)               | Porsche 4,0 L Flat-6 Atmo        | 542   | + 14 Tours            |
| 27   | Silver | 222 | Team Allied Racing         | Julien Apotheloz Bastian Buus Lars Kern Arno Santamato                           | Porsche 911 GT3 R                | 542   | + 14 Tours            |
| 27   | Silver | 222 | Team Allied Racing         | Julien Apotheloz Bastian Buus Lars Kern Arno Santamato                           | Porsche 4,0 L Flat-6 Atmo        | 542   | + 14 Tours            |
| 28   | Pro-Am | 70  | Inception Racing           | Brendan Iribe Kevin Madsen Ollie Millroy Jordan Pepper                           | McLaren 720S GT3                 | 537   | + 19 Tours            |
| 28   | Pro-Am | 70  | Inception Racing           | Brendan Iribe Kevin Madsen Ollie Millroy Jordan Pepper                           | McLaren M840T 4,0 l V8 Bi-Turbo  | 537   | + 19 Tours            |
| 29   | Silver | 27  | Saintéloc Racing           | Alexandre Cougnaud Lucas Légeret (de) Louis Prette (en) Aurélien Panis           | Audi R8 LMS GT3                  | 534   | + 22 Tours            |
| 29   | Silver | 27  | Saintéloc Racing           | Alexandre Cougnaud Lucas Légeret (de) Louis Prette (en) Aurélien Panis           | Audi 5,2 L V10 Atmo              | 534   | + 22 Tours            |
| 30   | Silver | 33  | Rinaldi Racing             | Fabrizio Crestani Benjamín Hites (es) David Perel                                | Ferrari 488 GT3                  | 533   | + 23 Tours‡           |
| 30   | Silver | 33  | Rinaldi Racing             | Fabrizio Crestani Benjamín Hites (es) David Perel                                | Ferrari F154CB 3,9 L V8 Turbo    | 533   | + 23 Tours‡           |
| 31   | Silver | 14  | Emil Frey Racing           | Ricardo Feller (en) Alex Fontana Rolf Ineichen                                   | Lamborghini Huracán GT3 Evo      | 527   | + 29 Tours‡           |
| 31   | Silver | 14  | Emil Frey Racing           | Ricardo Feller (en) Alex Fontana Rolf Ineichen                                   | Lamborghini 5,2 L V10 Atmo       | 527   | + 29 Tours‡           |
| 32   | Pro-Am | 11  | Kessel Racing              | David Fumanelli (en) Tim Kohmann Giorgio Roda Francesco Zollo                    | Ferrari 488 GT3                  | 525   | + 31 Tours‡           |
| 32   | Pro-Am | 11  | Kessel Racing              | David Fumanelli (en) Tim Kohmann Giorgio Roda Francesco Zollo                    | Ferrari F154CB 3,9 L V8 Turbo    | 525   | + 31 Tours‡           |
| 33   | Am     | 166 | T2 Racing                  | Marc Basseng Dennis Busch Pieder Decurtins Manuel Lauck                          | Porsche 911 GT3 R                | 518   | + 38 Tours‡           |
| 33   | Am     | 166 | T2 Racing                  | Marc Basseng Dennis Busch Pieder Decurtins Manuel Lauck                          | Porsche 4,0 L Flat-6 Atmo        | 518   | + 38 Tours‡           |
| 34   | Pro-Am | 69  | Ram Racing                 | Ricky Collard (en) Rob Collard (en) Sam de Haan Fabian Schiller (en)             | Mercedes-AMG GT3                 | 474   | + 82 Tours‡           |
| 34   | Pro-Am | 69  | Ram Racing                 | Ricky Collard (en) Rob Collard (en) Sam de Haan Fabian Schiller (en)             | Mercedes-Benz M159 6,2 L V8 Atmo | 474   | + 82 Tours‡           |
| 35   | Pro-Am | 10  | Boutsen Ginion Racing      | Jens Liebhauser Jens Klingmann Karim Ojjeh Yann Zimmer                           | BMW M6 GT3                       | 439   | + 117 Tours           |
| 35   | Pro-Am | 10  | Boutsen Ginion Racing      | Jens Liebhauser Jens Klingmann Karim Ojjeh Yann Zimmer                           | BMW P63 4,4 L V8 Turbo           |       | + 117 Tours           |
| 36   | Pro    | 4   | Haupt Racing Team          | Vincent Abril Maro Engel Luca Stolz (en)                                         | Mercedes-AMG GT3                 | 431   | + 125 Tours‡          |
| 36   | Pro    | 4   | Haupt Racing Team          | Vincent Abril Maro Engel Luca Stolz (en)                                         | Mercedes-Benz M159 6,2 L V8 Atmo | 431   | + 125 Tours‡          |
| 37   | Pro    | 50  | HubAuto Corsa              | Maximilian Buhk Nick Catsburg Maximilian Götz                                    | Mercedes-AMG GT3                 | 408   | + 148 Tours           |
| 37   | Pro    | 50  | HubAuto Corsa              | Maximilian Buhk Nick Catsburg Maximilian Götz                                    | Mercedes-Benz M159 6,2 L V8 Atmo | 408   | + 148 Tours           |
| 38   | Am     | 23  | Huber Motorsport           | Ivan Jacoma Nicolas Leutwiler Nico Menzel Jacob Schell                           | Porsche 911 GT3 R                | 395   | + 161 Tours‡          |
| 38   | Am     | 23  | Huber Motorsport           | Ivan Jacoma Nicolas Leutwiler Nico Menzel Jacob Schell                           | Porsche 4,0 L Flat-6 Atmo        | 395   | + 161 Tours‡          |
| N.c. | Pro-Am | 2   | GetSpeed Performance       | Nico Bastian (en) Olivier Grotz Florian Scholze Jim Pla                          | Mercedes-AMG GT3                 | 376   | Mechanical            |
| N.c. | Pro-Am | 2   | GetSpeed Performance       | Nico Bastian (en) Olivier Grotz Florian Scholze Jim Pla                          | Mercedes-Benz M159 6,2 L V8 Atmo | 376   | Mechanical            |
| N.c. | Silver | 16  | GRT Grasser Racing Team    | Alberto Maria di Folco Emilian Galbiati Clemens Schmid (nl) Tim Zimmermann (de)  | Lamborghini Huracán GT3 Evo      | 349   | Accident              |
| N.c. | Silver | 16  | GRT Grasser Racing Team    | Alberto Maria di Folco Emilian Galbiati Clemens Schmid (nl) Tim Zimmermann (de)  | Lamborghini 5,2 L V10 Atmo       | 349   | Accident              |
| N.c. | Pro    | 88  | AKKA ASP                   | Jules Gounon Daniel Juncadella Raffaele Marciello                                | Mercedes-AMG GT3                 | 344   | Dampers               |
| N.c. | Pro    | 88  | AKKA ASP                   | Jules Gounon Daniel Juncadella Raffaele Marciello                                | Mercedes-Benz M159 6,2 L V8 Atmo | 344   | Dampers               |
| N.c. | Pro    | 54  | Dinamic Motorsport         | Klaus Bachler Matteo Cairoli Christian Engelhart (en)                            | Porsche 911 GT3 R                | 341   | Mechanical            |
| N.c. | Pro    | 54  | Dinamic Motorsport         | Klaus Bachler Matteo Cairoli Christian Engelhart (en)                            | Porsche 4,0 L Flat-6 Atmo        | 341   | Mechanical            |
| N.c. | Silver | 107 | Classic & Modern Racing    | Ulysse de Pauw Pierre-Alexandre Jean Nelson Panciatici Stuart White              | Bentley Continental GT3          | 300   | Mechanical            |
| N.c. | Silver | 107 | Classic & Modern Racing    | Ulysse de Pauw Pierre-Alexandre Jean Nelson Panciatici Stuart White              | Bentley 4,0 L V8 Turbo           | 300   | Mechanical            |
| N.c. | Pro-Am | 188 | Garage 59                  | Charlie Eastwood Chris Goodwin (en) Marvin Kirchhöfer Alexander West (de)        | Aston Martin Vantage AMR GT3     | 292   | Gearbox               |
| N.c. | Pro-Am | 188 | Garage 59                  | Charlie Eastwood Chris Goodwin (en) Marvin Kirchhöfer Alexander West (de)        | Aston Martin 4,0 L V8 Turbo      | 292   | Gearbox               |
| N.c. | Pro    | 3   | Schnabl Engineering        | Michael Christensen Frédéric Makowiecki Dennis Olsen                             | Porsche 911 GT3 R                | 254   | Accident              |
| N.c. | Pro    | 3   | Schnabl Engineering        | Michael Christensen Frédéric Makowiecki Dennis Olsen                             | Porsche 4,0 L Flat-6 Atmo        | 254   | Accident              |
| N.c. | Pro    | 22  | GPX Racing                 | Earl Bamber Matthew Campbell Mathieu Jaminet                                     | Porsche 911 GT3 R                | 246   | Steering              |
| N.c. | Pro    | 22  | GPX Racing                 | Earl Bamber Matthew Campbell Mathieu Jaminet                                     | Porsche 4,0 L Flat-6 Atmo        | 246   | Steering              |
| N.c. | Silver | 666 | VS Racing                  | Baptiste Moulin Yuki Nemoto Martin Rump Glenn van Berlo (en)                     | Lamborghini Huracán GT3 Evo      | 245   | Mechanical            |
| N.c. | Silver | 666 | VS Racing                  | Baptiste Moulin Yuki Nemoto Martin Rump Glenn van Berlo (en)                     | Lamborghini 5,2 L V10 Atmo       | 245   | Mechanical            |
| N.c. | Pro    | 34  | Walkenhorst Motorsport     | David Pittard Sheldon van der Linde Marco Wittmann                               | BMW M6 GT3                       | 221   | Engine                |
| N.c. | Pro    | 34  | Walkenhorst Motorsport     | David Pittard Sheldon van der Linde Marco Wittmann                               | BMW P63 4,4 L V8 Turbo           | 221   | Engine                |
| N.c. | Pro    | 35  | Walkenhorst Motorsport     | Timo Glock Thomas Neubauer Martin Tomczyk                                        | BMW M6 GT3                       | 213   | Accident damage       |
| N.c. | Pro    | 35  | Walkenhorst Motorsport     | Timo Glock Thomas Neubauer Martin Tomczyk                                        | BMW P63 4,4 L V8 Turbo           | 213   | Accident damage       |
| N.c. | Pro-Am | 19  | FFF Racing Team (en)       | Bertrand Baguette Stefano Constantini Hiroshi Hamaguchi (en) Phil Keen           | Lamborghini Huracán GT3 Evo      | 180   | Electrical            |
| N.c. | Pro-Am | 19  | FFF Racing Team (en)       | Bertrand Baguette Stefano Constantini Hiroshi Hamaguchi (en) Phil Keen           | Lamborghini 5,2 L V10 Atmo       | 180   | Electrical            |
| N.c. | Silver | 57  | Winward Racing             | Philip Ellis Mikaël Grenier Russell Ward (en)                                    | Mercedes-AMG GT3                 | 167   | Accident              |
| N.c. | Silver | 57  | Winward Racing             | Philip Ellis Mikaël Grenier Russell Ward (en)                                    | Mercedes-Benz M159 6,2 L V8 Atmo | 167   | Accident              |
| N.c. | Pro    | 26  | Saintéloc Racing           | Jamie Green Finlay Hutchinson Adrien Tambay                                      | Audi R8 LMS GT3                  | 155   | Accident damage       |
| N.c. | Pro    | 26  | Saintéloc Racing           | Jamie Green Finlay Hutchinson Adrien Tambay                                      | Audi 5,2 L V10 Atmo              | 155   | Accident damage       |
| N.c. | Pro    | 56  | Dinamic Motorsport         | Romain Dumas Mikkel Pedersen Andrea Rizzoli                                      | Porsche 911 GT3 R                | 134   | Mechanical            |
| N.c. | Pro    | 56  | Dinamic Motorsport         | Romain Dumas Mikkel Pedersen Andrea Rizzoli                                      | Porsche 4,0 L Flat-6 Atmo        | 134   | Mechanical            |
| N.c. | Silver | 5   | Haupt Racing Team          | Patrick Assenheimer (de) Michele Beretta (en) Indy Dontje (en) Hubert Haupt (de) | Mercedes-AMG GT3                 | 71    | Mechanical            |
| N.c. | Silver | 5   | Haupt Racing Team          | Patrick Assenheimer (de) Michele Beretta (en) Indy Dontje (en) Hubert Haupt (de) | Mercedes-Benz M159 6,2 L V8 Atmo | 71    | Mechanical            |
| N.c. | Pro    | 114 | Emil Frey Racing           | Jack Aitken Konsta Lappalainen (en) Arthur Rougier                               | Lamborghini Huracán GT3 Evo      | 9     | Accident              |
| N.c. | Pro    | 114 | Emil Frey Racing           | Jack Aitken Konsta Lappalainen (en) Arthur Rougier                               | Lamborghini 5,2 L V10 Atmo       | 9     | Accident              |
| N.c. | Pro    | 163 | Emil Frey Racing           | Giacomo Altoè (en) Albert Costa Franck Perera                                    | Lamborghini Huracán GT3 Evo      | 9     | Accident              |
| N.c. | Pro    | 163 | Emil Frey Racing           | Giacomo Altoè (en) Albert Costa Franck Perera                                    | Lamborghini 5,2 L V10 Atmo       | 9     | Accident              |
| N.c. | Pro    | 71  | Iron Lynx                  | Antonio Fuoco Callum Ilott Davide Rigon                                          | Ferrari 488 GT3                  | 9     | Accident              |
| N.c. | Pro    | 71  | Iron Lynx                  | Antonio Fuoco Callum Ilott Davide Rigon                                          | Ferrari F154CB 3,9 L V8 Turbo    | 9     | Accident              |
| N.c. | Pro    | 21  | Rutronik Racing            | Kévin Estre Richard Lietz Sven Müller                                            | Porsche 911 GT3 R                | 9     | Accident              |
| N.c. | Pro    | 21  | Rutronik Racing            | Kévin Estre Richard Lietz Sven Müller                                            | Porsche 4,0 L Flat-6 Atmo        | 9     | Accident              |

- † indique que la voiture a été classée, mais qu'elle n'a pas fini la course.

## Pole position et record du tour
- Pole position :
- Meilleur tour en course :  Nicki Thiim (#95 Garage 59) en 2 min 18 s 654

## À noter
- Longueur du circuit : 7,004 km
- Distance parcourue par les vainqueurs : 3 894,224 km